# Oratorium (modlitebna)

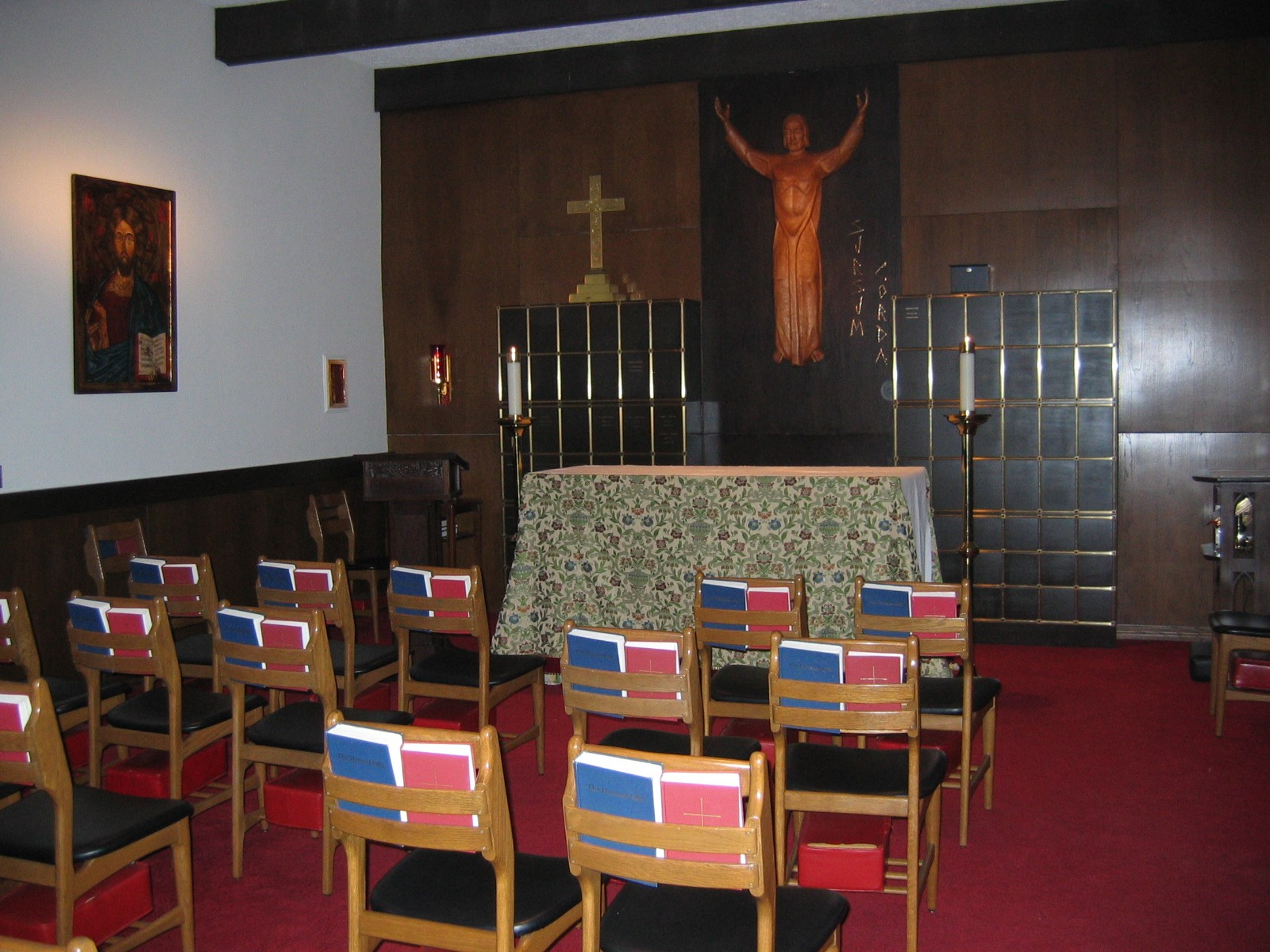
Oratorium v Katedrále svatého Tomáše v texaském Dallasu

Oratorium (lat. modlitebna) znamená v katolické církvi modlitební a bohoslužebnou místnost, často vyhrazenou nějakému společenství. Ve francouzštině a některých dalších jazycích je to synonymum kaple. Počeštěný tvar oratoř se někdy užívá v užším slova smyslu, někdy jako synonymum.

## Význam
Potřeba klidného místa pro soukromou pobožnost vznikla s rozvojem individuální zbožnosti v pozdním středověku. Oratorium může být oddělený prostor v kostele nebo místnost v klášteře s oltářem nebo jen s křížem a místy k sezení. Současné kanonické právo vymezuje oratorium jako »místo určené... k bohoslužbě nějakého společenství nebo skupiny věřících, kteří se zde scházejí, a k nimž se mohou připojit i další věřící se souhlasem příslušného představeného«.
Italský katolický reformátor svatý Filip Neri (1515-1595) založil v Římě kongregaci kněží, která se nazývala Oratorium a odtud se i jeho kongregace nazývá oratoriáni.